# マリア・フェイン
マリア・フェイン（Maria Fein1892年4月7日 - 1965年9月5日）は、オーストリアの女優。

## 出演作品
- The Man in the Mirror
- Life Is a Dream
- The Conspiracy in Genoa
- Der kleine Herzog
- Das Spielzeug von Paris
- The Convicted